# Triomphant-klassen
Triomphant-klassen er en klasse af atomubåde i brug i Marine Nationale der medbringer strategiske atomvåben. Hovedopgaven for denne skibsklasse er at virke som den søbaserede del, Force Océanique Stratégique (de strategiske flådestyrker), af det overordnede franske Force de frappe (de franske atomstyrker).

## SNLE-NG
På Fransk, bliver klassen kaldt Sous-Marin Nucléaire Lanceur d'Engins de Nouvelle Génération ("SNLE-NG, bogstavligt talt "Missilaffyrende undervandsbåd af den nye generation"). De erstatter de gamle missilubåde af Redoutable-klassen.
Ubådene producerer omkring 1/1000 af den støj forgængeren Redoutable-klassen udsendte, og er udstyret med en cirka 10 gange så følsom passiv sonar. Skibene er designet med henblik på at medbringe det nye M51 SLBM, som efter planen skulle komme i tjeneste omkring 2010.
Fartøjerne er produceret af DCNS i Brest og har en kapacitet på 16 M45 ballistiske atommissiler som er produceret af Aerospatiale (nu EADS Astrium Space Transportation.)

## Skibe i klassen
| Pnt. | Navn          | Kølen lagt        | Søsat              | Indgået           | Skæbne     | Kaldesignal |
| ---- | ------------- | ----------------- | ------------------ | ----------------- | ---------- | ----------- |
| S616 | Le Triomphant | 9. juni 1989      | 26. marts 1994     | 21. marts 1997    | I tjeneste | FAPT        |
| S617 | Le Téméraire  | 18. december 1993 | 21. janunar 1998   | 23. december 1999 | I tjeneste | FATM        |
| S618 | Le Vigilant   | 1997              | 19. september 2003 | 26. november 2004 | I tjeneste | FAVT        |
| S619 | Le Terrible   | 24. oktober 2000  | 21. marts 2008     | Forventet 2010    | I tjeneste | -           |

## Uheld
Den 3 eller 4. februar 2009, kolliderede Le Triomphant tilsyneladende med den britiske HMS Vanguard i den Engelske kanal. Vanguard-klassen udfylder samme rolle Triomphant-klassens i Royal Navy. Triomphant sejlede efter sigende hjem på egen kraft, men med omfattende skader på sonardomen.

## Galleri
- Sammenligning af atomvåbensystemer:: Til venstre, det nuværende M45 SLBM og i midten det fremtidige M51 missil, og til højre M51 i forhold til et menneske.
- Le Téméraire.
- Le Vigilant.

## Eksterne links
- Marine Nationale (fransk)